# Cubará
Cubará là một khu tự quản thuộc tỉnh Boyacá, Colombia. Thủ phủ của khu tự quản Cubará đóng tại Cubará Khu tự quản Cubará có diện tích 1164 ki lô mét vuông. Đến thời điểm ngày 28 tháng 5 năm 2005, khu tự quản Cubará có dân số 6051 người.